# زهرا خواجوی
زهرا خواجوی (زاده ۱۹ بهمن ۱۳۷۷ در نهاوند) بازیکن فوتبال اهل ایران و عضو تیم ملی فوتبال زنان ایران و باشگاه خاتون بم است.
وی رکورددار کلین شیت در فوتبال باشگاهی ایران می‌باشد. وی در لیگ برتر فوتبال زنان ایران ۹۹–۱۳۹۸ توانست در ۱۰ بازی متوالی و برای ۹۵۳ دقیقه دروازه‌اش را بسته نگه دارد تا بهترین آمار محافظت از دروازه در تاریخ فوتبال ایران در بین زنان را در سن ۲۱ سالگی به نام خود ثبت کند.

## زندگی
وی ابتدا در سن ۹ سالگی در هندبال فعالیت می‌کرد. اما به صورت اتفاقی سر از سالن‌های فوتسال درآورد. پس از ۲ سال به تیم ملی فوتبال زیر ۱۴ سال زنان ایران دعوت شد. در سال اولی که در لیگ برتر فوتبال بانوان و تیم پاس همدان حاضر شد، یک روز دروازه‌بان تیم نیامد و مربی از بازیکنان خواست که یکی درون دروازه قرار بگیرد. زهرا قبول کرد و در درون دروازه ایستاد. همان روز سرمربی به وی گفت اگر می‌خواهی در تیم من بمانی باید دروازه‌بان شوی. همچنین الگوی جهانی وی مانوئل نویر کاپیتان تیم ملی فوتبال آلمان و باشگاه بایرن مونیخ است.

## افتخارات

### تیمی
- تیم ملی فوتبال امید زنان ایران؛

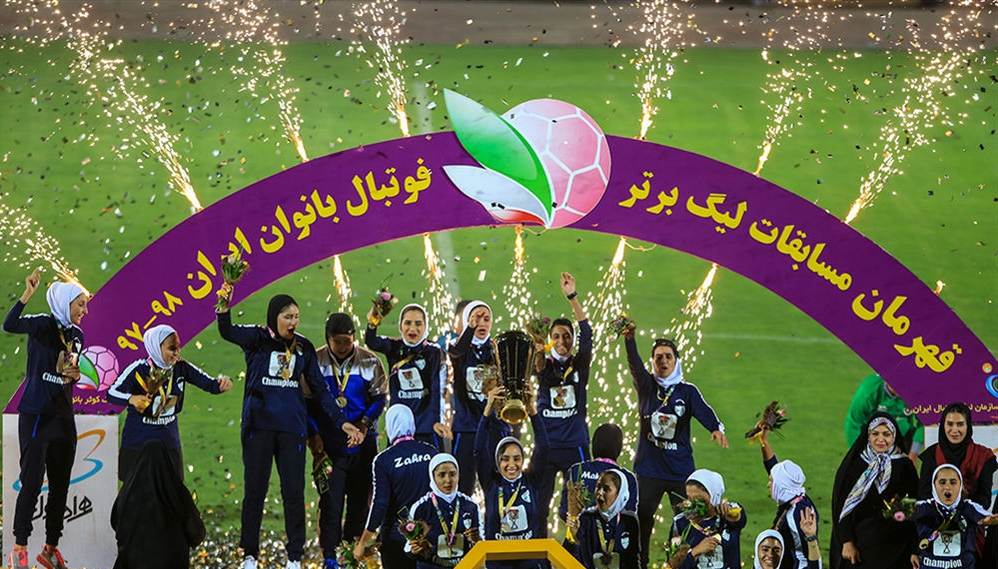
تصویر خوشحالی زهرا خواجوی (نفر سوم ردیف بالا از چپ) به همراه شهرداری بم قهرمان لیگ ۹۸–۱۳۹۷

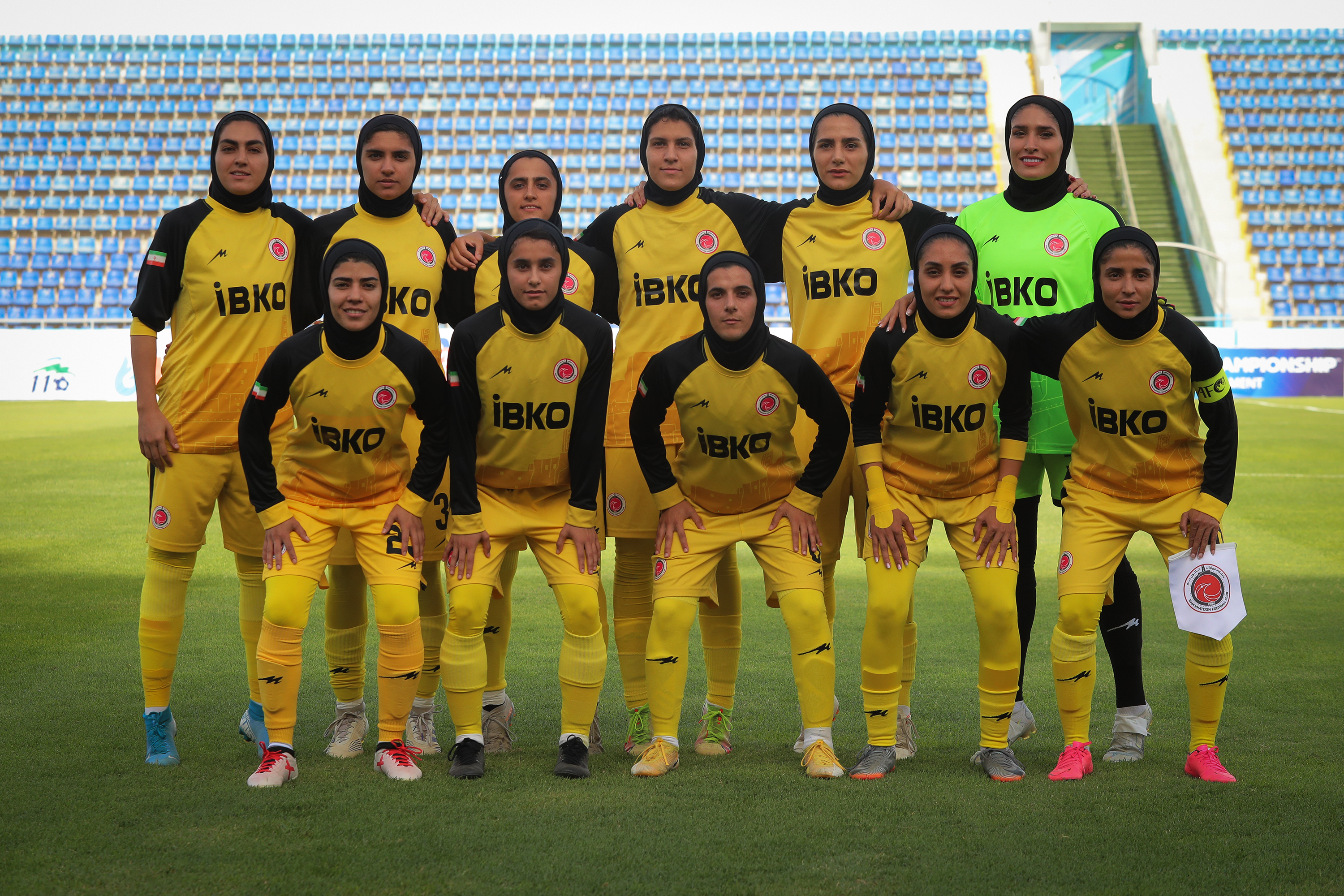
زهرا خواجوی دروازه‌بان تیم خاتون بم در مسابقات جام باشگاههای زنان آسیا

نایب قهرمانی مسابقات فوتبال آسیای مرکزی زیر ۲۳ سال (کافا)، در سال ۲۰۱۹
- شهرداری بم؛

قهرمانی لیگ برتر فوتبال زنان ایران، در لیگ ۹۸–۱۳۹۷

### انفرادی
- رکورددار کلین شیت به مدت ۹۵۳ دقیقه متوالی در فوتبال ایران